# Мэгдэчешть
Мэгдэчешть (рум. Măgdăcești) — село в Криулянском районе Молдавии. Относится к сёлам, не образующим коммуну.

## География
Село расположено на высоте 110 метров над уровнем моря.

## Население
По данным переписи населения 2004 года, в селе Мэгдэчешть проживает 4601 человек (2285 мужчин, 2316 женщин).
Этнический состав села:
| Национальность | Число жителей | Процентный состав |
| -------------- | ------------- | ----------------- |
| молдаване      | 4232          | 91,98             |
| румыны         | 326           | 7,09              |
| русские        | 21            | 0,46              |
| украинцы       | 15            | 0,33              |
| гагаузы        | 2             | 0,04              |
| болгары        | 1             | 0,02              |
| прочие         | 4             | 0,09              |
| Всего          | 4601          | 100 %             |